# Sieć przesyłowa
Sieć przesyłowa – sieć gazowa wysokich ciśnień, z wyłączeniem gazociągów kopalnianych i bezpośrednich, albo sieć elektroenergetyczna najwyższych lub wysokich napięć, za której ruch sieciowy jest odpowiedzialny operator systemu przesyłowego.